# SeventyEight
SeventyEight är en svensk producent- och låtskrivarduo bestående av Svante Halldin och Jakob Hazell. Deras största fokus är dansmusik. De har medproducerat den svenska Eurovision Song Contest-vinnaren Loreens låtar "Euphoria" och "Crying Out Your Name". De har även skrivit och producerat låtar för estländska artisten Kerli, bland annat hennes singel "Zero Gravity" och "The Lucky Ones". Ett av duons första verk var svenska gruppen Rebound!s första singel "Hurricane" och samma år var de med och skrev Idol-vinnarlåten "Dreaming People" som framförts av artisten Jay Smith.